# Fredy Miler
Fredi Miler (umetniško ime Fredy Miler), slovenski rudar, glasbenik in tekstopisec, * 22. maj 1967, Črna na Koroškem.
Koroški glasbenik je javnosti postal znan leta 2004 s skladbo Vedno si sanjala njega, ko se je videospot lastne produkcije zanjo razširil po slovenskem spletu.